# Ледяная туманность Льва
Ледяная туманность Льва (IRAS 09371+1212) — протопланетарная туманность в созвездии Лев.

## Характеристики
Ледяная туманность Льва — спектральная[прояснить] биполярная туманность, состоящая из двух отдельных облаков, между которыми находится пылевое кольцо, по форме похожа на песочные часы.
В неё также входят две относительно слабые, но заметные компактные туманности, расположенные по обе стороны от полярной оси, на угловом расстоянии 23 секунды.
Наклонение к картинной плоскости — 15°. Молекулярная оболочка туманности расширяется со скоростью ~ 25 км / с.
Центральная звезда имеет оптический спектральный класс K7II.
Туманность имеет необычный инфракрасный спектр — вода в туманности быстро переходит из газообразного состояния в твёрдое в результате сублимации. Из-за этого она называется «ледяной».
Также было зафиксировано поглощение в полосе между 35 и 65 мкм, что свидетельствует о наличии очень холодных (<50 K) частицы силикатной пыли, обильно покрытых кристаллическим льдом, ответственны за избыток излучения на длине волны 60 мкм.

## Особенности
Первая биполярная протопланетарная туманность, имеющая точечную симметрию отражения[уточнить] — все остальные являются осесимметричными[уточнить].
Находится высоко над плоскостью Млечного пути, на высоте более 900 пк, в то время как большая часть туманностей находится в плоскости галактики.
Кроме того, по состоянию на 1990 год это единственная известная туманность, в веществе которой кристаллический лёд доминирует в длинноволновом спектре излучения. Вещество обладает чрезвычайно глубоким поглощением при длине волны 3,1 мкм, что соответствует водяному льду.